# William Tyndale
William Tyndale, angleški teolog, * 1494, Anglija, † 6. september 1536, Bruselj, Belgija.
Študiral je v Oxfordu in poučeval v Cambridgeu. V protestantskem prepričanju, je hotel prevesti Biblijo. Tega mu v Angliji niso dovolili, zato je 1524 odšel v Nemčijo. Tam je prevedel Novo zavezo. V Anglijo je ta prevod prišel leta 1526. Med prevajanjem Stare zaveze so ga po povelju kralja Henrika VIII zaprli (1535). Naslednje leto so ga zadavili in zažgali na garmadi kot krivoverca. A njegov prevod je bil osnova za nadaljnjo prevajanje Biblije v angleščino.